# География на Латвия
Латвия е държава в Източна Европа,. Площ 64 589 km². Население на 1 януари 2018 г. 1 934 379 души. Столица град Рига.

## Географско положение, граници, големина
Латвия е държава в Източна Европа, разположена в западна част на Източноевропейската равнина, край югоизточните брегове на Балтийско море. На север граничи с Естония (дължина на границата 343 km), на изток – с Псковска област на Русия (276 km), на югоизток – с Беларус (141 km), на юг – с Литва (588 km), а на запад и северозапад се мие от водите на Балтийско море. Обща дължина на сухоземните граници 1348 km. Дължина от запад на изток 448 km, ширина от север на юг 277 km. В тези си граници заема площ от 64 589 km².
Територията на Латвия, се простира между 55°40′ и 58°05′ с.ш. и между 20°58′ и 28°14′ и.д. Крайните точки на страната са следните:
- крайна северна точка – (58°05′08″ с. ш. 25°11′58″ и. д. / 58.085556° с. ш. 25.199444° и. д.), на границата с Естония, югоизточно от естонския град Мъйзакюла
- крайна южна точка – (55°40′29″ с. ш. 26°35′49″ и. д. / 55.674722° с. ш. 26.596944° и. д.), на границата с Литва, южно от село Демене.
- крайна западна точка – (56°20′43″ с. ш. 20°58′17″ и. д. / 56.345278° с. ш. 20.971389° и. д.), на брега на Балтийско море, южно от село Бернати.
- крайна източна точка – (56°16′43″ с. ш. 28°14′29″ и. д. / 56.278611° с. ш. 28.241389° и. д.), на границата с Русия, източно от село Пасиене.

## Геоложки строеж, полезни изкопаеми
Територията на Латвия заема западната част на Източноевропейската платформа, като в строежа на кристалинния ѝ фундамент тук се открояват: Балтийската синеклиза, южния склон на Балтийския щит и северния склон на Беларуската антиклиза. В североизточната част на страната кристалинния фундамент заляга на дълбочина до 300 – m, а на югозапад до 2000 m и повече и се състои от гранити, гнайси, амфиболити, анортозити и кристалинни шисти с архайска, долно- и среднопротерозойска възраст (от 1,2 до 2,4 млрд. години). Седиментния слой, мощността на който достига 2000 – 2200 m е изграден предимно от карбонатни и теригенни наслаги от валдайската серия на горния протерозой, камбрия, ордовика, силура, девона, карбона, перма, триаса и юрата, а също и образувания с антропогенна възраст.
В състава на кристалинния фундамент на дълбочина около 700 m (Лимбажки район) са открити залежи на желязна руда. В камбрийските и ордовишките наслаги през 1965 г. е открито Кулдигското нефтено находище. Към девонските наслаги са привързани находищата на гипс, кварцови формовъчни и стъклени пясъци, доломити, различни глини. С пермските седименти са свързани находищата на воровици, а с юрските – находищата на кафяви въглища (с непромишлено значение) и кварцови пясъци. Сред антропогенните наслаги най-широко разпространение имат глините, пясъците, пясъчно-филцовите образувания, използвани в качеството си на строителни материали, а също и големите запаси от торф. По бреговете на Балтийско море и Рижкия залив се открива янтар. Има и няколко минерални източници (Кемери, Балдоне и др.).

## Природа

### Брегове
Дължината на бриговата линия на страната е около 500 km. Бреговете са предимно ниски с пясъчни плажове и дюни, слабо разчленени. Дълбоко в сушата се вдава само Рижкия залив, отделен от морето чрез Курземския полуостров и островите от Моонзунския архипелаг.

### Релеф
Релефът на Латвия е образуван основно от дейността на древните ледници. Характерно за него е редуването на плоски или вълнисти низини и хълмисти възвишения. Покрай брега на Балтийско море се простира низина с ширина 2 – 3 km, на места до 50 km. В западните части на страната е разположено Курземското възвишение (височина до 184 m), разделено от долината на река Вента на Западнокурземско и Източнокурземско. Тук са характерни древните ледникови долини, като по най-дълбоката протича река Абава. В средните части най-значително е Видземското възвишение с най-високата точка на страната връх Гайзинкалнс 312 m (56°52′13″ с. ш. 25°57′34″ и. д. / 56.870278° с. ш. 25.959444° и. д.), а на изток е разположено Летгалското възвишение (до 289 m). За двете възвишения е характерен моренно- и камово-хълмистия релеф с дълбоки речни долини и езерни котловини. В Централна Латвия, между Курземското и Видземското възвишение е разположена Среднолатвийската низина с многочислени моренни хълмове. На североизток се простира Северолатвийската хълмиста низина (височина 40 – 60 m) с ками и друмлини, а между Видземското и Летгалското възвишение – Източнолатвийската низина, средната част на която е заета от плоската и заблатена Лубанска низина.

### Климат
Климатът на Латвия е преходен от морски към континентален. Преобладават западните ветрове. Средна юлска температура 16 – 18 °C, средна януарска температура -2, -3 °C на Балтийското крайбрежие, -7 °C в източните райони. Годишна сума на валежите 550 – 800 mm, като 70% от тях падат през топлия период, а най-топлия и сух месец е май. Най-много валежи падат по западните склонове на възвишенията (във Видземското над 750 mm), а най-малко – в защитените от възвишенията райони (Среднолатвийската и Лубанската низина – под 550 mm). Около 150 – 180 дни в годината са облачни. Вегетационния период (минимална денонощна температура 5 °C) продължава е от средата на април до средата на октомври.

### Води
Латвия има много добре развита речна мрежа. В страната има 777 реки с дължина над 10 km, а общата дължина на всичките реки е 38 хил.km. Всички те се отнасят към Балтийския водосборен басейн. Най-големите са: Даугава, Лиелупе, Вента, Гауя. Характеризират се с ясно изразено пролетно пълноводие и зимно маловодие и чести летни прииждания в резултата на поройни дъждове. В западните части замръзват за 2 – 2,5 месеца, а в източните за 3 – 3,5 месеца, но често ледената покривка е неустойчива. Хидроенергийните ресурси на страната се оценяват на 3,9 млрд.квт.ч., като 90% от тях се падат на река Даугава. На нея са изградени Плявинското и Кегумското водохранилища.

### Почви
В Латвия най-широко разпространение имат подзолистите почви, които заемат 52% от територията ѝ, като преобладават хумусно-подзолистите. Хумусно-карбонатните и окултурените почви заемат 4% и са развити в Среднолатвийската низина, 2% са алувиално-ливадните, 23% блатните (хумусно-торфени, хумусно-подзолисто-торфени) и 19% торфените почви. около 70% от селскостопанските земи са преовлажнени и през годините са предприети големи мелиоративни дейности за тяхното осушаване.

### Растителност
Латвия се намира в подзоната на смесените широколистно-иглолистни гори. Горите заемат 2,4 млн.ха (38% от територията на страната). От тях 67% са иглолистните гори (бор 50%, смърч 17%), а 33% широколистните (бреза 24%, трепетлика 4%, черна елша 3%, бяла елша 2%). Най-големите горски масиви са разположени на Курземския полуостров, по двата бряга на река Даугава и в североизточните части на страната. Ливадите и пасищата заемат 7,5% от нейната територия, като по-голямата част са сухи ливади, а блатата – 4,8%, като най-заблатена е Източна Латвия, около езерото Лубанас и покрай долното течение на река Айвиексте. Върховите блата са 73%, а низинните 18%.

### Животински свят
Основните представители на бозайниците са заек, белка, сърна, лос, елен, лисица, язовец, норка, енотовидно куче, дива свиня, бобър. Реките и езерата са богати на различни видове риби.

### Природни райони
В зависимост от релефа, климата, почвите и растителната покривка територията на Латвия се дели на 4 природни зони:
- Приморска низина – представлява пясъчна равнина, обрасла с борови гори, множество върхови блата и езера;
- Западна Латвия – обхваща основно Курземското възвишение, има вай-мек климат в странат, малки температурни амплитуди, обилни валежи и най-продъжителния вегетационен период;
- Средна Латвия – включва Среднолатвийската низина и Видземското възвишение. Тук са разположени основните селскостопански райони на страната;
- Източна Латвия – обхваща Източнолатвийската и Лубанската низини и Летгалското възвишение. Климатът е най-континентален за страната и има стотици езера.[1]